# Miss Brno Open
Miss Brno Open je soutěž o nejkrásnější dívku Brna. Soutěž pořádá brněnská modelingová agentura D.F.C. Fashion Club a agentura A Agent. Prostřednictvím této soutěže hledá agentura modelky do svého týmu. Je to soutěž otevřená, proto se jí mohou zúčastnit dívky z celé České republiky ve věku 16–24 let. Původně však soutěž vznikla z akce pro radio Krokodýl – Kočka radia Krokodýl a ze soutěže Supermodel Czech Republic pro agenturu Ford models.
Vítězky nebo finalistky této soutěže reprezentují Českou republiku na mezinárodních soutěžích krásy a světových finálech, jako například Miss Tourism International, Miss Tourism Queen of the Year International, Miss Model of Model, Miss Bikini, Face of Universe atd.

## Vítězky soutěže
| rok  | Kočka rádia Krokodýl | Datum konání      | Místo konání      |
| ---- | -------------------- | ----------------- | ----------------- |
| 2001 | Edita Hortová        | 9. listopadu 2001 | Boby centrum Brno |

| rok  | ročník | Miss Brno           | I. vicemiss        | II. vicemiss        | Miss Sympatie/Miss Internet | Datum konání       | Místo konání      | Ostatní finalistky |
| ---- | ------ | ------------------- | ------------------ | ------------------- | --------------------------- | ------------------ | ----------------- | --- |
| 2002 | 1.     | Linda Svobodová     |                    |                     |                             | 9. listopadu 2002  | Boby centrum Brno | |
| 2003 | 2.     | Karolína Havránková | Jana Doleželová    | Gabriela Kořínková  | Jana Doleželová             | 8. listopadu 2003  | Boby centrum Brno | Klára Pudilová, Petra Kolenčíková, Lucie Hadašová, Irena Košíčková, Adéla Besedová, Romana Antonínová, Kamila Benoniová, Zuzana Presová, Tereza Vašíčková |
| 2004 | 3.     | Tereza Vašíčková    | Klára Fiksová      | Renata Langmannová  | -                           | 6. listopadu 2004  | Boby centrum Brno | Martina Alánová, Adéla Cibulková, Adriana Herková, Eliška Chlupová, Karolína Janečková, Andrea Kyzlinková, Simona Rolníková, Petra Šafaříková, Eva Tesařová |
| 2005 | 4.     | Kristýna Šímová     | Renata Hrabinová   | Veronika Cabejšková | -                           | 12. listopadu 2005 | Boby centrum Brno | Lenka Syrová, Kateřina Jílková, Markéta Kořínková, Veronika Matušková, Barbora Hlouchová, Eva Kosová, Soňa Dedíková, Iveta Kalová, Veronika Krobová |
| 2006 | 5.     | Michaela Wronová    | Denisa Cziglová    | Lenka Olbertová     | Denisa Cziglová             | 22. dubna 2006     | Boby centrum Brno | Barbora Mičková, Eva Kousalová, Lucie Nedbalová, Hana Láníčková, Šárka Frýbortová, Veronika Kurjanová, Petra Koryčánková, Zuzana Mafková, Katarína Šamajová |
| 2007 | 6.     | Darja Jacukevičová  | Simona Šindelková  |                     |                             | 23. března 2007    | Boby centrum Brno | Tereza Letáková, Veronika Šebestová, Klára Sláčíková, Alice Smutková, Petra Tučková, Jana Dostálová, Kamila Vařáková, Jana Maňáková, Simona Šindelková, Vendula Justová, Zina Bartoňová |
| 2008 | 7.     | Beáta Bocková       | Radka Skácelová    | Jolana Rakušanová   | Beáta Bocková               | 11. dubna 2008     | Boby centrum Brno | Veronika Bittóvá, Romana Supková, Nikol M., Iva Hlobilová, Lucie Křížová, Lenka Cundová, Nora Vašíčková, Dominika Matušková, Veronika Šebestová |
| 2009 | 8.     | Šárka Cojocarová    | Kamila Novotná     | Simona Kadlecová    | -                           | 18. dubna 2009     | Boby centrum Brno | Denisa Čechovská, Kristina Rouzková, Jana Spurná, Lenka Koutníková, Tereza Jobová, Barbora Vávrová, Milada Šmídová, Martina Žilková, Eliška Žáková |
| 2010 | 9.     | Anita Malatová      | Klára Rouzková     | Simona Szabó        | Gabriela Franková           | 13. února 2010     | Boby centrum Brno | Hana Dvořáková, Eliška Urbancová, Lucie Mikulášková, Aneta Grabcová, Petra Novotná, Barbora Horňáková, Denisa Domanská, Jaroslava Jersáková |
| 2011 | 10.    | Jana Kopecká        | Barbora Hamplová   | Veronika Kožíšková  | Veronika Kožíšková          | 17. června 2011    | Boby centrum Brno | Pavla Půčková, Martina Hradilová, Martina Slámová, Klára Skřičková, Denisa Mastná, Kristýna Dočekalová, Aneta Mačáková, Lucie Zatloukalová, Michaela Skřivánková, Sofie Dohnalová, Jana Ondrušková, Jana Ondrušková, Kateřina Suchárová, Denisa Peloušková, Sylva Šimordová, Dita Marešová, Petra Dvořáková |
| 2012 | 11.    | Markéta Břízová     | Hana Monská        | Lucie Szabová       | Lucie Kučerová              | 13. dubna 2012     | Boby centrum Brno | Alena Kozlová, Lucie Hloušková, Michaela Pokorná, Denisa Baxová, Karolína Ludvíková, Kristýna Dočekalová, Kateřina Vojkůvková, Denisa Bláhová |
| 2015 | 12.    | Zuzana Nováková     | Karolína Kokešová  | Zuzana Koláčková    | Soňa Šikolová               | 6. února 2015      | Boby centrum Brno | Terezie Kopečná, Markéta Rosická, Nikola Gellnerová, Zdena Šedová, Tereza Svobodová, Andrea Vašíčková, Veronika Jašková, Dana Rolníková |
| 2016 | 13.    | Veronika Robotková  | Aneta Dědková      | Markéta Lacina      | Vanda Endlicherová          |                    | Boby centrum Brno | |
| 2018 | 14.    |                     |                    |                     |                             |                    |                   | |
| 2019 | 15.    | Michaela Sedláková  | Karolína Kloučková | Lucie Fotrová       |                             | 28. března 2019    | Boby centrum Brno | Tereza Benadová, Eliška Sáčková, Valeriya Lakroix, Soňa Kaprelová, Julie Hojdyszova, Nicola A., Markéta Nováková, Markéta M., Sára Kameníková |

- Miss Internet – titul udělovaný v roce 2003, 2007–2008, 2010–2015
- Miss Sympatie – titul udělovaný v roce 2006